# Снег на зелёном поле
«Снег на зелёном поле» — советский фильм 1981 года режиссёра Валентина Морозова по сценарию Эдуарда Шима.

## Сюжет
Школьный фильм «о взаимоотношениях учителей со старшеклассниками, о воспитании самостоятельности» (журнал «Воспитание школьников», 1990).
Действие происходит в небольшой деревне Жуковка, объявленной районным начальством «неперспективной» и подлежащей ликвидации. Единственное, что держит здесь людей — школа, её-то и собираются расформировать первым делом.
Учитель Павел Андреевич Студенцов, классный руководитель восьмого класса, агитирует ребят не покидать родную Жуковку, убеждает односельчан сохранить деревню. Такое поведение учителя вызывает его конфликт с завучем Лукьяновой. В распри взрослых втягиваются и школьники.
Во время уборки картофеля восьмиклассники Толя Горелов и Даня Торопов, без взрослых взяв школьный трактор, после конфликта с новым председателем колхоза не справляются с управлением, и роняют трактор с крутого склона, лишь в последний момент Дане удалось выскочить из кабины. Разбираться в происшествии предстоит инспектору облоно Светлане Михайловне, давней воспитаннице завуча Лукьяновой, приехавший на месте выяснить вопрос с сигналами общественности на независимого преподавателя, отговаривающего родителей и детей от переселения из деревни, признанной властями неперспективной. Для неё это лишь прекрасный повод делать карьеру, а для чего надо будет, возможно, убрать несговорчивого учителя.
Школьники под руководством Студенцова разрабатывают проект реформирования Жуковки, план её экономического развития, и стараются убедить в возможности его воплощения и завуча Клавдию Ивановну, и председателя колхоза, и даже Светлану Михайловну… но, распоряжение «сверху» уже поступило: жители должны покинуть деревню.

## В ролях
- Руфина Нифонтова — Клавдия Ивановна Лукьянова, завуч
- Владимир Ерёмин — Павел Андреевич Студенцов, классный руководитель
- Юрий Соловьёв — Иван Федосеевич
- Александр Демьяненко — отец Толи
- Ольга Агеева — Светлана Михайловна, инспектор облоно
- Дима Веселков — Даня
- Саша Гладкобородов — Толя
- Оля Дуренкова — Ира
- Андрей Вавилов — Брошка
- Аня Головачева — Звонарева

В эпизодах: Гелий Сысоев, Юрий Шепелев, Таня Прямилова, Лена Пухова, Оля Соловьева, Серёжа Татарчук, Юра Ульянов, Максим Урюпин и другие.